# Speyeria mormonia
Speyeria mormonia är en fjärilsart som beskrevs av Jean Baptiste Boisduval 1869. Speyeria mormonia ingår i släktet Speyeria och familjen praktfjärilar. Inga underarter finns listade i Catalogue of Life.

## Bildgalleri

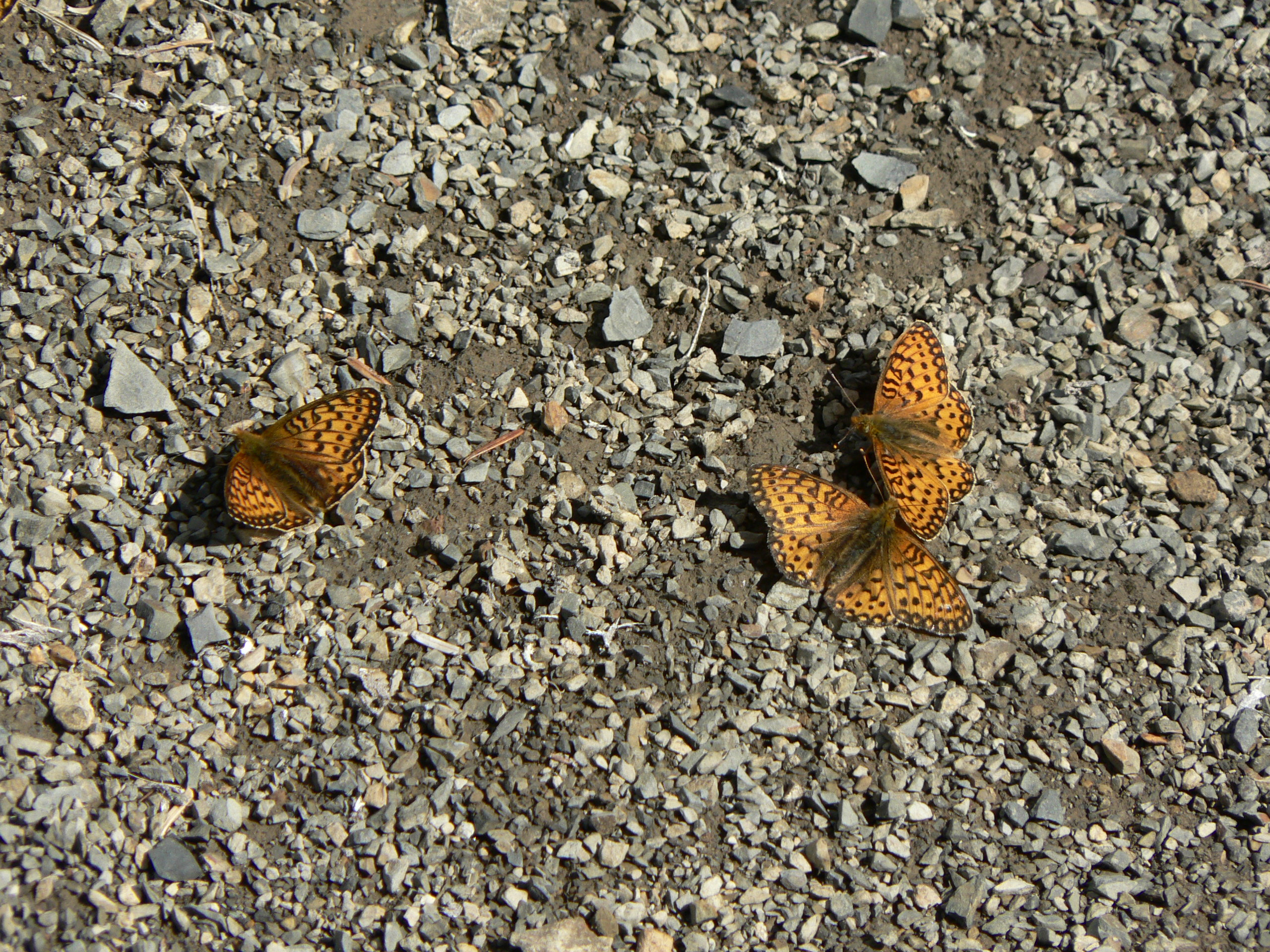